# دنیل کالینز
دنیل کالینز (انگلیسی: Danielle Collins؛ زادهٔ ۱۳ دسامبر ۱۹۹۳) تنیس‌باز اهل ایالات متحده آمریکا است.
دانیل رز کالینز (زاده ۱۳ دسامبر ۱۹۹۳) یک تنیس‌باز حرفه‌ای آمریکایی است. او در ۳۱ ژانویه ۲۰۲۲ به رتبه ۱۰ انفرادی جهان و در ۲ مارس ۲۰۲۰ به رتبه ۸۶ در دونفره رسید. کالینز دو عنوان انفرادی تور WTA را در مسابقات آزاد پالرمو ۲۰۲۱ و سیلیکون ۲۰۲۱ کسب کرده‌است. او به اولین فینال اصلی تک نفره خود در مسابقات آزاد استرالیا ۲۰۲۲ رسید.
کالینز تنیس دانشگاهی را در دانشگاه ویرجینیا بازی کرد و دو بار در سال‌های ۲۰۱۴ و ۲۰۱۶، در سال‌های دوم و ارشد، عنوان انفرادی NCAA را به دست آورد. او کار خود را در ویرجینیا در سال ۲۰۱۶ به عنوان بازیکن برتر دانشگاهی به پایان رساند. او که برای اولین بار در تور WTA با رسیدن به نیمه نهایی اوپن میامی ۲۰۱۸ به عنوان یک مرحله مقدماتی شناخته شد، موفقیت او در اوپن استرالیا ۲۰۱۹ رخ داد، جایی که با شکست دادن آنجلیک کربر شماره ۲ جهان در مسیر به نیمه نهایی رسید. کالینز همچنین در مسابقات انفرادی آزاد فرانسه ۲۰۲۰ و مسابقات قهرمانی ویمبلدون ۲۰۱۹ در دونفره یک چهارم نهایی بود. او برنده یک عنوان WTA 125 و چهار عنوان انفرادی ITF شده‌است.

## زندگی حرفه ای

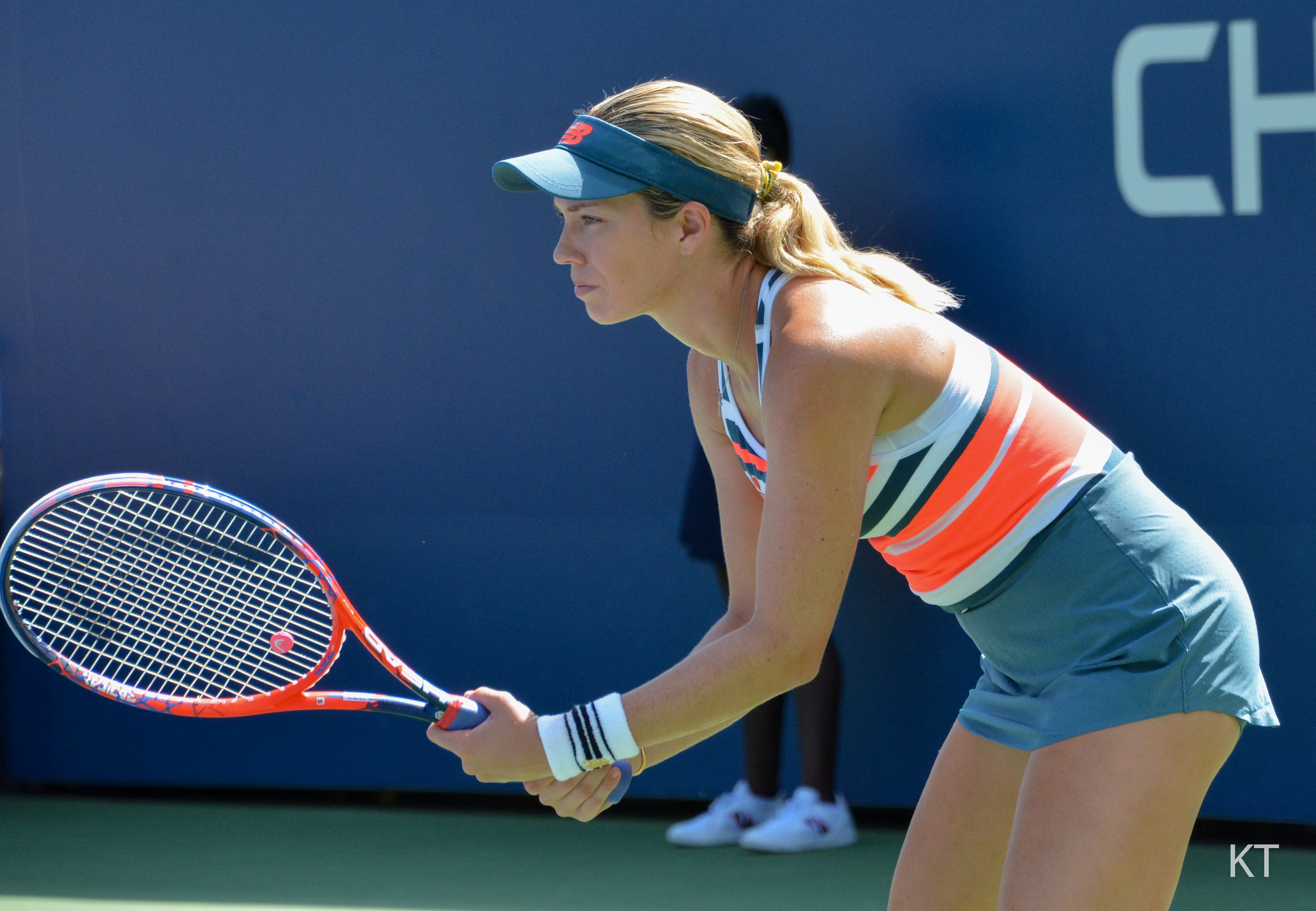
دنیل کالینز

کالینز سال را با رسیدن به دور نهایی مقدماتی در اوپن استرالیا آغاز کرد و سپس توسط دنیسا آلرتوا در دو ست پیشی گرفت. با این حال، او در تورنمنت WTA 125 در نیوپورت بیچ یک کارت وایلد کارت دریافت کرد و در آنجا عنوان قهرمانی را به دست آورد، که باعث شد او در آن زمان به رتبه ۱۲۰ حرفه ای صعود کند.
یکی دیگر از دویدن چشمگیر در یکی دیگر از مسابقات WTA 125، این بار در ایندین ولز، باعث شد که او به یک چهارم نهایی برسد و در نتیجه برای BNP Paribas Open، یک تورنمنت اجباری برتر که در ایندین ولز نیز برگزار می‌شود، یک کارت عام به دست آورد. در آنجا، او اولین مسابقه تور WTA خود را در برابر تیلور تاونسند هموطن خود برد، قبل از اینکه در ست‌های مستقیم، شماره ۱۴ جهان، مدیسون کیز را شکست دهد، و سپس بر سوفیا ژوک پیروز شد. اگرچه دوندگی او در دور چهارم به کارلا سوارز ناوارو، شماره ۶ سابق جهان پایان یافت، اما کالینز اولین بازی خود را در ۱۰۰ نفر برتر انجام داد و از شماره ۱۱۷ به شماره ۹۳ پرش کرد.
کالینز با پشت سر گذاشتن دورهای مقدماتی در میامی اوپن، شماره ۳۷ جهان، ایرینا-کاملیا بگو، را در ست‌های مستقیم شکست داد و سپس در سه ست، کوکو واندویه، نیمه‌نهایی‌کننده اصلی دو دوره را شکست داد. پیروزی بر دونا وکیچ و مونیکا پویگ به دنبال داشت، قبل از اینکه او بزرگترین پیروزی دوران حرفه ای خود را به دست آورد. با این برد، او اولین بازیکن مقدماتی شد که در مسابقات آزاد میامی به نیمه نهایی رسید. او سپس با Jelena Ostapenko نفر ششم روبرو شد و علیرغم داشتن یک امتیاز ست در ست اول، در ست‌های مستقیم شکست خورد. پس از راهیابی به مرحله یک چهارم نهایی در مونتری، کالینز برای اولین بار به جمع ۵۰ تیم برتر راه یافت.
کالینز در بقیه فصل فقط در دو تورنمنت دیگر پیروز شد و به دور سوم مسابقات بین‌المللی ایستبورن و نیمه نهایی در سن خوزه (هر دو رویداد سطح برتر) رسید و در دور افتتاحیه شکست خورد. سه گرند اسلم باقی مانده با این وجود، او سال را در رتبه ۳۶ جهان به پایان رساند که بیش از ۱۰۰ نقطه بالاتر از بهترین رتبه قبلی خود در پایان سال بود.

### ۲۰۱۹: نیمه نهایی اوپن استرالیا، اولین حضور ۲۵ نفر برتر، یک چهارم نهایی دوبل ویمبلدون
صعود او در مسابقات آزاد استرالیا ادامه یافت. قبل از مسابقات، او هرگز در یک مسابقه بزرگ برنده نشده بود. پس از ناراحتی جولیا گورگس، نفر چهاردهم در یک مسابقه سخت دور اول، کالینز در سه مسابقه بعدی خود در ست‌های مستقیم پیروز شد. ابتدا مقابل ساکیا ویکری و سپس مقابل کارولین گارسیا، نفر نوزدهم. در مرحله یک شانزدهم نهایی، کالینز بزرگترین ناراحتی تورنمنت را رقم زد، و در ست‌های مستقیم بر نفر دوم و قهرمان سه دوره اصلی آنجلیک کربر چیره شد. او بدین ترتیب به مرحله یک چهارم نهایی رسید و در سه ست آناستازیا پاولیوچنکووا را شکست داد. در نیمه نهایی، او در دو ست به تیم هشتم، پترا کویتووا، باخت. کالینز در تاریخ ۲۸ ژانویه ۲۰۱۹، پس از مسابقات به رتبه ۲۳ رسید.
او همچنین در سایر مسابقات گرند اسلم پیروز شد و به دور دوم مسابقات آزاد فرانسه و آزاد آمریکا و همچنین دور سوم ویمبلدون رسید. او بهترین نتیجه دونفره گرند اسلم خود را در ویمبلدون به دست آورد و با بتانی متک ساندز به مرحله یک چهارم نهایی رسید. با این حال، کالینز در خارج از مسابقات بزرگ با مشکل مواجه شد و تنها در یک تورنمنت (بازی چارلستون اوپن) به یک چهارم نهایی رسید. در دسامبر، او در مسابقات نمایشگاهی هاوایی اوپن، پس از انصراف حریف فینال خود آنجلیک کربر، برنده شد. کالینز سال را در رتبه ۳۱ جهان به پایان رساند.
در پایان سال ۲۰۱۹، کالینز فاش کرد که از آرتریت روماتوئید مشابه کارولینا وزنیاکی رنج می‌برد.

### ۲۰۲۰: یک چهارم نهایی اوپن فرانسه
کالینز سال ۲۰۲۰ را با سه پیروزی بر حریفان ۱۵ برتر آغاز کرد. او شماره ۵ جهان را در دور اول در مسابقات بین‌المللی بریزبن شکست داد و سپس در ست‌های مستقیم در یک چهارم نهایی به شماره ۱۳ جهان، مدیسون کیز سقوط کرد. هفته بعد در مسابقات بین‌المللی آدلاید، او شماره ۱۵ سوفیا کنین را در دور دوم شکست داد و سپس شماره ۷، بلیندا بنچیچ را در مرحله یک چهارم نهایی شکست داد. کالینز در سه ست در نیمه نهایی به شماره ۱ جهان، اشلی بارتی سقوط کرد. او در دور دوم به یولیا پوتینتسوا در اوپن استرالیا شکست خورد و به دلیل ناکامی در دفاع از امتیازات نیمه نهایی خود از ۵۰ تیم برتر خارج شد.
به دلیل تعطیلی شش‌ماهه تور WTA ناشی از همه‌گیری کووید-۱۹، کالینز پس از اوپن استرالیا تا اوت دوباره بازی نکرد. او در دور افتتاحیه دو تورنمنت اول خود، به جیل تیچمن در وسترن و ساترن اوپن و آنت کونتاویت در اوپن ایالات متحده شکست خورد. با این حال، کالینز در اوپن فرانسه ریباند کرد، جایی که به دومین مرحله یک چهارم نهایی گرند اسلم حرفه ای خود رسید. در طول راه، او قهرمان دو دوره گرند اسلم و شماره ۱ سابق جهان، گاربینه موگوروزا، را در دور سوم (که اولین خروج اسپانیایی از رولان گاروس از سال ۲۰۱۳ را به ارمغان می‌آورد) و همچنین اونز جابور، ۳۰ امین قهرمان، هر دو در سه راند را ناراحت کرد. مجموعه‌ها دوندگی او در نهایت در برابر هموطن و قهرمان فعلی اوپن استرالیا، سوفیا کنین، در مسابقه ای که برای هر دو بازیکن چهارمین سه ست از پنج مسابقه آنها بود، به پایان رسید.

## تنیس تیمی جهان
کالینز اولین فصل خود را با World TeamTennis در سال ۲۰۱۹ با Billie Jean King's Philadelphia Freedoms بازی کرد. او فصل ۲۰۲۰ را در فهرست طوفان اورلاندو آغاز کرد که از ۱۲ جولای شروع شد، اما پس از ترک ایالت و نقض پروتکل‌های ایمنی COVID-19 از لیگ اخراج شد.